# 台北小巨蛋站
台北小巨蛋站位於台灣台北市松山區，當地地名「中崙」，為台北捷運松山新店線的捷運車站。

## 車站概要
本站位於台北市中崙地區，設於南京東路四段下方、北寧路口西側，因鄰近臺北小巨蛋而得名；車站編號為G17。本站原定站名為「市立體育場站」，2011年7月22日臺北市政府捷運工程局更為現名。。

## 歷史
2014年11月15日：隨著松山線正式通車而啟用（p. 228）。

## 車站構造
地下二層車站，一個島式月台，五個出入口。

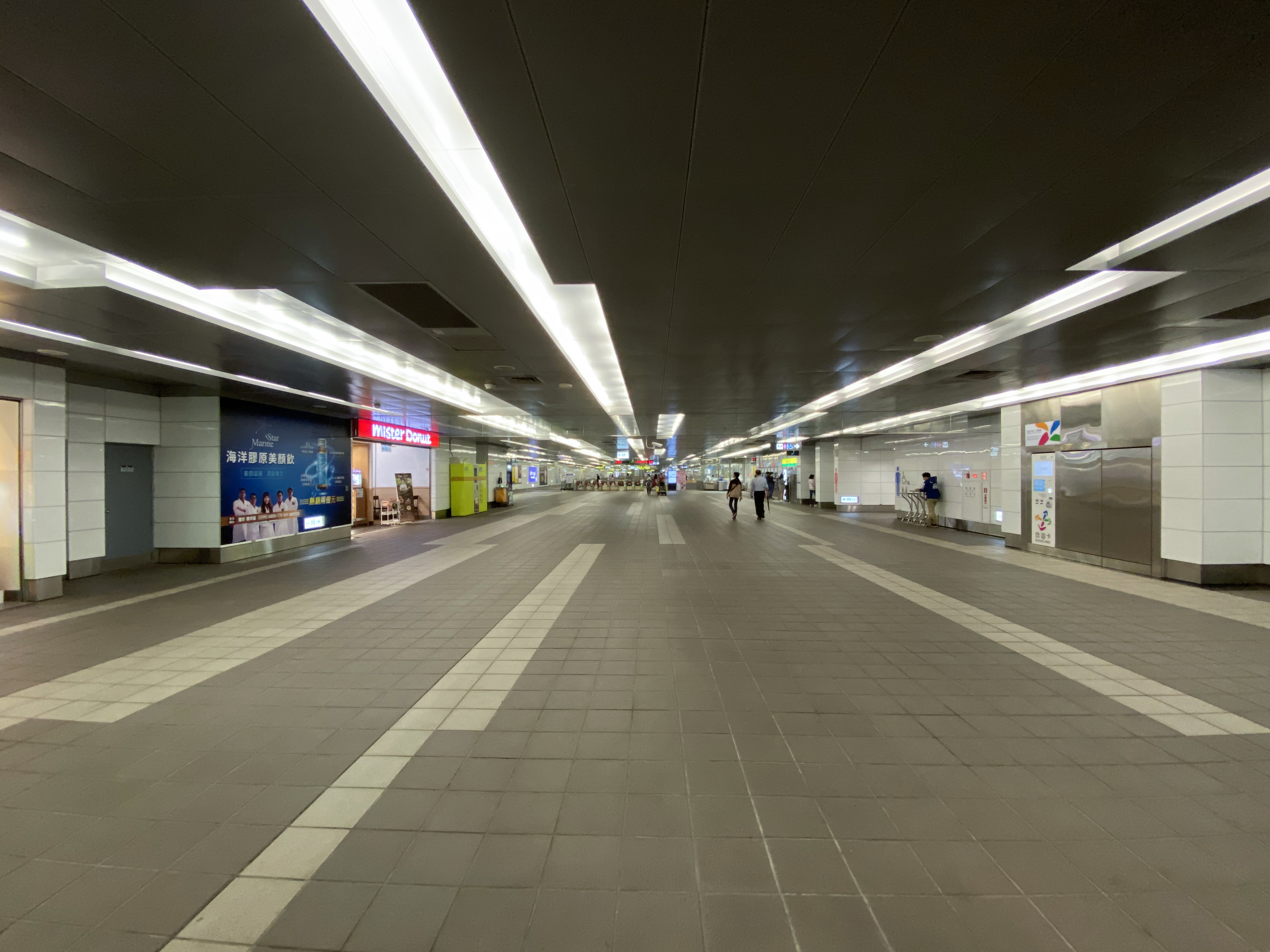
穿堂層
進站閘門
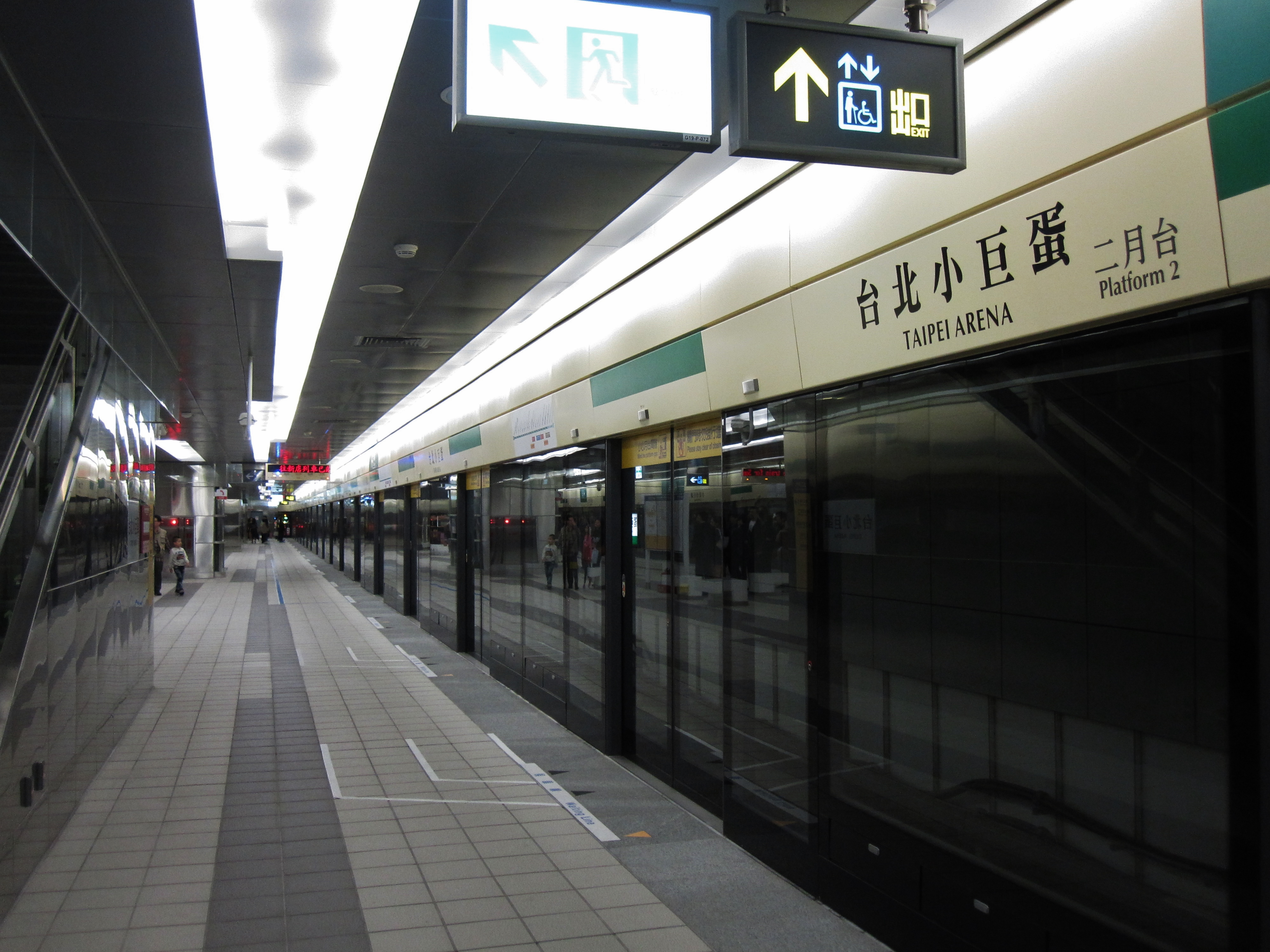
月台層
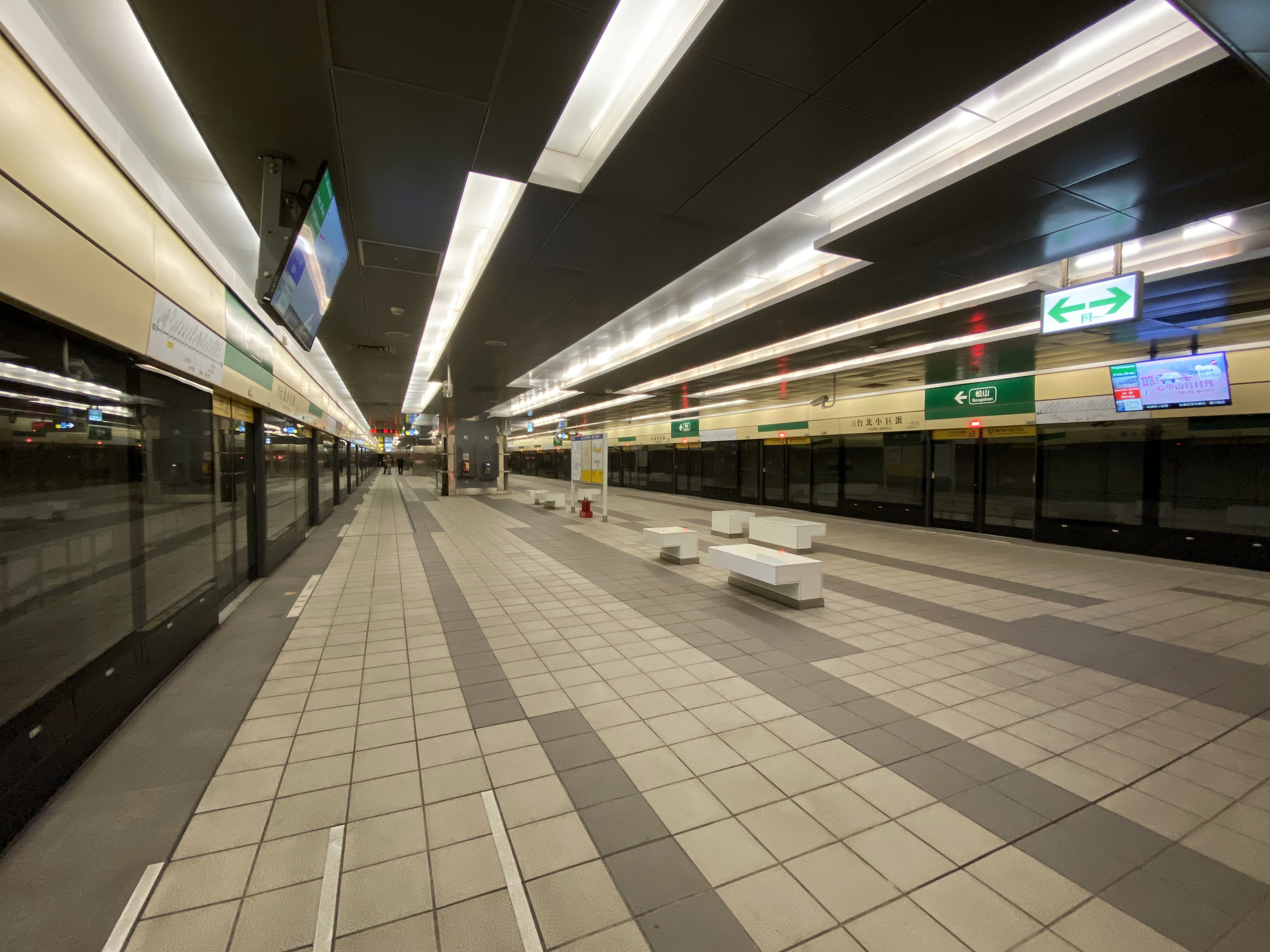
月台

### 車站樓層
| 地面      | 出入口             | 出入口                                             |
| 地下 一樓 | 大廳層             | 車站大廳、詢問處、自動售票機、驗票閘門             |
| 地下 一樓 | 大廳層             | 洗手間                                             |
| 地下 二樓 | 一月台             | ← 松山新店線 往松山方向（G18 南京三民站）          |
| 地下 二樓 | 島式月台，左側開門 |                                                    |
| 地下 二樓 | 二月台             | 松山新店線 往新店／台電大樓方向（G16 南京復興站）→ |

### 車站出口
出口1、2位於車站西端，出口3～5位於車站東端，無障礙電梯位於出口1、2、3。
| 出入口                          | 圖片 | 位置                                       |
| ------------------------------- | ---- | ------------------------------------------ |
| 出入口1 · 設有電梯              |      | 敦化北路                                   |
| 出入口2 · 設有電梯 · 設有手扶梯 |      | 台北小巨蛋                                 |
| 出入口3 · 設有電梯 · 設有手扶梯 |      | 臺北田徑場(與臺北市政府警察局松山分局共構) |
| 出入口4                         |      | 北寧路(靠近合作金庫銀行)                   |
| 出入口5                         |      | 健康路(靠近中央商業大樓)                   |
| 註： 設有電梯 \| 設有手扶梯     |      |                                            |

## 利用狀況
根據2024年12月資料，本站每日旅運量約為44,709人次，在台北捷運各站中排行第42名。
| 年   | 年間      | 年間      | 年間       | 年間  | 單日平均 | 單日平均 |
| 年   | 上車      | 下車      | 上下車計   | 來源  | 上車     | 上下車   |
| ---- | --------- | --------- | ---------- | ----- | -------- | -------- |
| 2014 | 966,755   | 986,212   | 1,952,967  | [ 6 ] | 20,569   | 41,552   |
| 2015 | 6,559,804 | 6,863,568 | 13,423,372 | [ 6 ] | 17,972   | 36,776   |
| 2016 | 7,261,830 | 7,631,299 | 14,893,129 | [ 6 ] | 19,841   | 40,692   |
| 2017 | 7,785,389 | 8,135,904 | 15,921,293 | [ 6 ] | 21,330   | 43,620   |
| 2018 | 8,021,175 | 8,369,709 | 16,390,884 | [ 6 ] | 21,976   | 44,907   |

## 公共藝術
本站設有兩項公共藝術，分別為第一區西側垂直動線端牆的「推進」，以及第二區東側垂直動線端牆的「啟動密碼」。

## 車站周邊

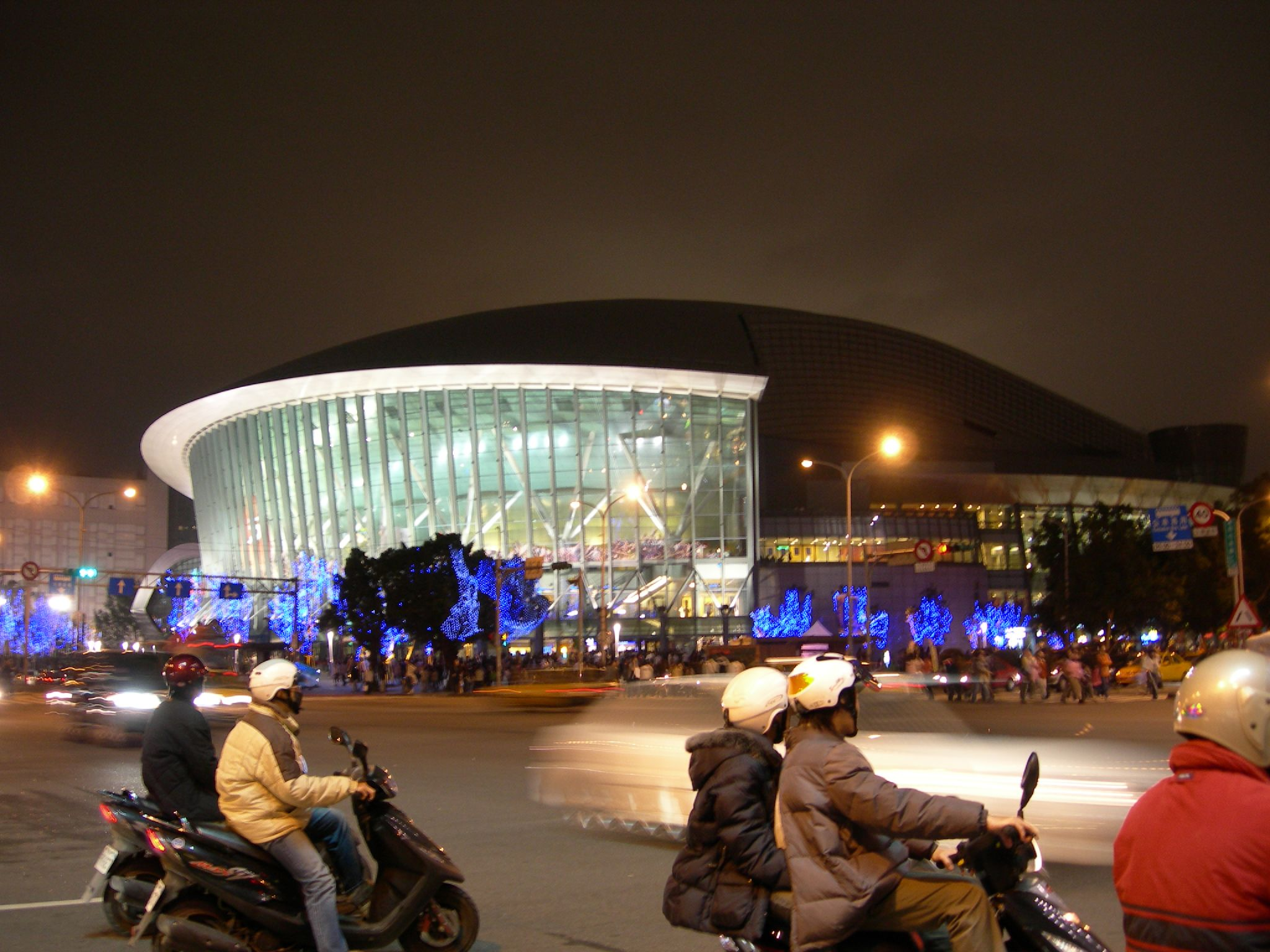
臺北小巨蛋

- 臺北小巨蛋
- 首都大飯店小巨蛋館
- 首都大飯店南京館
- 臺北田徑場
- 臺北市立體育館
- 臺北市政府體育局
- 宜家家居台北城市店
- 微風南京
- ILLUME茹曦酒店[8]
→原:臺北王朝大酒店
- 臺北市松山區敦化國民小學
- 敦化國中
- 普林思頓高中
- 臺灣電視公司總部大樓群
- 臺安醫院
- 臺北市政府警察局松山分局
- 臺北市政府捷運工程局第二區工程處
- 三軍總醫院松山分院
- 臺北市藝文推廣處
- 松山運動中心
- 中崙阿樹國際旅店
- 中崙市場
- 長庚醫院臺北院區
- 臺北市公共自行車租賃系統
  - 捷運小巨蛋站(2號出口)
  - 捷運小巨蛋站(3號出口)
  - 捷運小巨蛋站(5號出口)
  - 捷運小巨蛋站(5號出口)_1
- 日蓮正宗中道山本興院

## 公車資訊
需走至《臺北小巨蛋》或《南京寧安街口》搭乘
| 編號        | 經營業者             | 區間                      | 備註                                                                               |
| ----------- | -------------------- | ------------------------- | ---------------------------------------------------------------------------------- |
| 33          | 大都會客運           | 永春高中－大直美麗華      | 僅停靠 臺北小巨蛋 站牌                                                             |
| 46          | 大都會客運           | 松德－臺北橋              |                                                                                    |
| 254         | 欣欣客運             | 大鵬新城－民生社區        | 僅停靠 臺北小巨蛋 站牌                                                             |
| 262         | 大都會客運           | 宏國科大－民生社區        | 僅停靠 臺北小巨蛋 站牌                                                             |
| 262區間車   | 大都會客運           | 中和－民生社區            | 僅停靠 臺北小巨蛋 站牌                                                             |
| 275         | 臺北客運             | 宏國科大－松山機場        | 屬於新北市區公車。 僅停靠 臺北小巨蛋 站牌                                          |
| 277         | 大都會客運           | 松德－榮總                |                                                                                    |
| 279         | 光華巴士、中興巴士   | 天母－內湖焚化爐          |                                                                                    |
| 282         | 指南客運             | 動物園－圓環              |                                                                                    |
| 288         | 大南汽車             | 兒童新樂園－吳興街        | 原288區間車                                                                        |
| '306        | 三重客運 大都會客運  | 蘆洲－凌雲五村 舊莊－蘆洲 |                                                                                    |
| 306區間車   | 大都會客運           | 舊莊－臺北橋              |                                                                                    |
| 307         | 臺北客運、首都客運   | 撫遠街－板橋              |                                                                                    |
| 307經西藏路 | 臺北客運、首都客運   | 撫遠街－板橋              |                                                                                    |
| 556         | 指南客運             | 木柵象頭埔－捷運劍潭站    | 僅停靠 臺北小巨蛋 站牌                                                             |
| 605快       | 中興巴士             | 汐止－臺北車站            |                                                                                    |
| 630         | 欣欣客運、大都會客運 | 東園－東湖                | 僅停靠 臺北小巨蛋 站牌                                                             |
| 652         | 大都會客運           | 新莊高中－內湖            |                                                                                    |
| 668         | 中興巴士             | 汐止－公館                | 行經松山車站。                                                                     |
| 672         | 欣欣客運             | 大鵬新城－民生社區        | 僅停靠 臺北小巨蛋 站牌                                                             |
| 675         | 中興巴士             | 汐止－公館                | 行經環東大道、南京東路。                                                           |
| 688         | 大都會客運           | 建國北路－中和成功路      | 僅停靠 臺北小巨蛋 站牌                                                             |
| 707         | 臺北客運             | 三峽－松山機場            | 原275副線，行經永和永貞路 屬於新北市區公車。 僅停靠 臺北小巨蛋 站牌                |
| 711         | 中興巴士             | 汐止－圓環                |                                                                                    |
| 902         | 指南客運             | 麟光－捷運石牌站          | 僅停靠 臺北小巨蛋 站牌                                                             |
| 902區間車   | 指南客運             | 麟光－松山機場            | 僅停靠 臺北小巨蛋 站牌                                                             |
| 903         | 欣欣客運             | 東湖－捷運忠孝復興站      | 僅停靠 臺北小巨蛋 站牌                                                             |
| 905         | 指南客運             | 錦繡－民生社區            | 行經水源快速道路。 僅停靠 臺北小巨蛋 站牌                                          |
| 905副       | 指南客運             | 錦繡－民生社區            | 行經新店安和路、中安大橋、水源快速道路。 僅停靠 臺北小巨蛋 站牌                    |
| 906         | 新店客運             | 錦繡－松山機場            | 行經水源快速道路。 屬於新北市區公車。 僅停靠 臺北小巨蛋 站牌                       |
| 909         | 新店客運             | 錦繡－松山機場            | 行經新店中華路、水源快速道路。 屬於新北市區公車。 僅停靠 臺北小巨蛋 站牌           |
| 913         | 新店客運             | 錦繡－松山機場            | 行經新店安和路、中安大橋、水源快速道路。 屬於新北市區公車。 僅停靠 臺北小巨蛋 站牌 |
| 967         | 三重客運             | 長庚大學－台北市政府      | 原1211 僅停靠 臺北小巨蛋 站牌                                                      |
| 967直       | 三重客運             | 長庚大學－台北市政府      | 原1211A 僅停靠 臺北小巨蛋 站牌                                                     |
| 967副線     | 三重客運             | 林口轉運站－仁愛敦化路口  | 僅停靠 臺北小巨蛋 站牌                                                             |
| 敦化幹線    | 大都會客運           | 麟光新村－榮總            | 行經新生北路。 僅停靠 臺北小巨蛋 站牌、原285                                       |
| 南京幹線    | 首都客運             | 南港高工－圓環            | 原棕9                                                                              |
| 承德幹線    | 大南汽車             | 新北投－捷運市政府站      | 原266                                                                              |
| 棕10        | 東南客運             | 東湖－捷運南京復興站      |                                                                                    |
| 紅25        | 首都客運             | 南港－捷運中山站          |                                                                                    |
| 紅25區間車  | 首都客運             | 南港－捷運南京復興站      |                                                                                    |
| 1802        | 國光客運             | 基隆－三重                |                                                                                    |
| 1803        | 國光客運             | 基隆－中壢                |                                                                                    |
| 1815        | 國光客運             | 金山－台北                |                                                                                    |
| 5350        | 台聯客運             | 六福村－臺北              | 僅停靠 臺北小巨蛋 站牌                                                             |

## 腳註

### 來源資料
1. ↑   (新闻稿). 台北捷運. 2016-04-11  [2016-04-11]. （原始内容存档于2016-04-11） （中文（臺灣））.
2. 1 2  . 臺北大眾捷運股份有限公司. 2021-01-15.
3. ↑  .   [2011-07-22]. （原始内容存档于2011-10-03）.
4. ↑  徐榮崇. . 臺北市文獻委員會. 2015年12月  [2020-01-05]. ISBN 9789860469875. （原始内容存档于2020-12-07）. 國家圖書館
5. ↑  文圖∕靳其偉 英譯∕沈淑華.捷運松山線工程特色.捷運報導第225期 （页面存档备份，存于）
6. ↑  臺北捷運公司. . 2019-02-26  [2019-08-10]. （原始内容存档于2020-11-28）. 臺北市統計資料庫查詢系統
7. ↑  . 臺北市政府捷運工程局.   [2023-11-27]. （原始内容存档于2023-11-26）.
8. ↑  茹曦酒店

## 外部連結
- 臺北大眾捷運股份有限公司（页面存档备份，存于）
- 臺北市政府捷運工程局（页面存档备份，存于）
- 台北小巨蛋站位置圖（台北捷運公司） （页面存档备份，存于）
- 台北小巨蛋站車站剖面相關位置圖（台北捷運公司）
- 販賣店現況 （页面存档备份，存于）